# Hautecour (Jura)
Pour les articles homonymes, voir Hautecour.
Hautecour est une commune française située dans le département du Jura, la région culturelle et historique de Franche-Comté et la région administrative Bourgogne-Franche-Comté.
Ses habitants sont appelés les Tracoutis.

## Géographie
La commune est située à l'est et au-dessus des deux lacs de Clairvaux, à l'orée de la forêt de la Joux.

### Climat
Pour des articles plus généraux, voir Climat de la Bourgogne-Franche-Comté et Climat du département du Jura.
En 2010, le climat de la commune est de type climat de montagne, selon une étude du Centre national de la recherche scientifique s'appuyant sur une série de données couvrant la période 1971-2000. En 2020, Météo-France publie une typologie des climats de la France métropolitaine dans laquelle la commune est dans une zone de transition entre le climat semi-continental et le climat de montagne et est dans la région climatique  Jura, caractérisée par une forte pluviométrie en toutes saisons (1 000 à 1 500 mm/an), des hivers rigoureux et un ensoleillement médiocre. 
Pour la période 1971-2000, la température annuelle moyenne est de 8,5 °C, avec une amplitude thermique annuelle de 16,2 °C. Le cumul annuel moyen de précipitations est de 1 647 mm, avec 13,6 jours de précipitations en janvier et 10 jours en juillet. Pour la période 1991-2020, la température moyenne annuelle observée sur la station météorologique de Météo-France la plus proche, « Cogna », sur la commune de Cogna à 2 km à vol d'oiseau, est de 10,8 °C et le cumul annuel moyen de précipitations est de 1 557,5 mm. 
La température maximale relevée sur cette station est de 39 °C, atteinte le 12 août 2003 ; la température minimale est de −18,5 °C, atteinte le 6 février 2012,,. 
Les paramètres climatiques de la commune ont été estimés pour le milieu du siècle (2041-2070) selon différents scénarios d'émission de gaz à effet de serre à partir des nouvelles projections climatiques de référence DRIAS-2020. Ils sont consultables sur un site dédié publié par Météo-France en novembre 2022.

## Urbanisme

### Typologie
Au 1er janvier 2024, Hautecour est catégorisée commune rurale à habitat dispersé, selon la nouvelle grille communale de densité à sept niveaux définie par l'Insee en 2022.
Elle est située hors unité urbaine. Par ailleurs la commune fait partie de l'aire d'attraction de Lons-le-Saunier, dont elle est une commune de la couronne,. Cette aire, qui regroupe 139 communes, est catégorisée dans les aires de 50 000 à moins de 200 000 habitants,.

### Occupation des sols
L'occupation des sols de la commune, telle qu'elle ressort de la base de données européenne d’occupation biophysique des sols Corine Land Cover (CLC), est marquée par l'importance des forêts et milieux semi-naturels (72,8 % en 2018), une proportion identique à celle de 1990 (72,8 %). La répartition détaillée en 2018 est la suivante : 
forêts (72,8 %), prairies (20,7 %), zones urbanisées (6,6 %). L'évolution de l’occupation des sols de la commune et de ses infrastructures peut être observée sur les différentes représentations cartographiques du territoire : la carte de Cassini (XVIIIe siècle), la carte d'état-major (1820-1866) et les cartes ou photos aériennes de l'IGN pour la période actuelle (1950 à aujourd'hui).

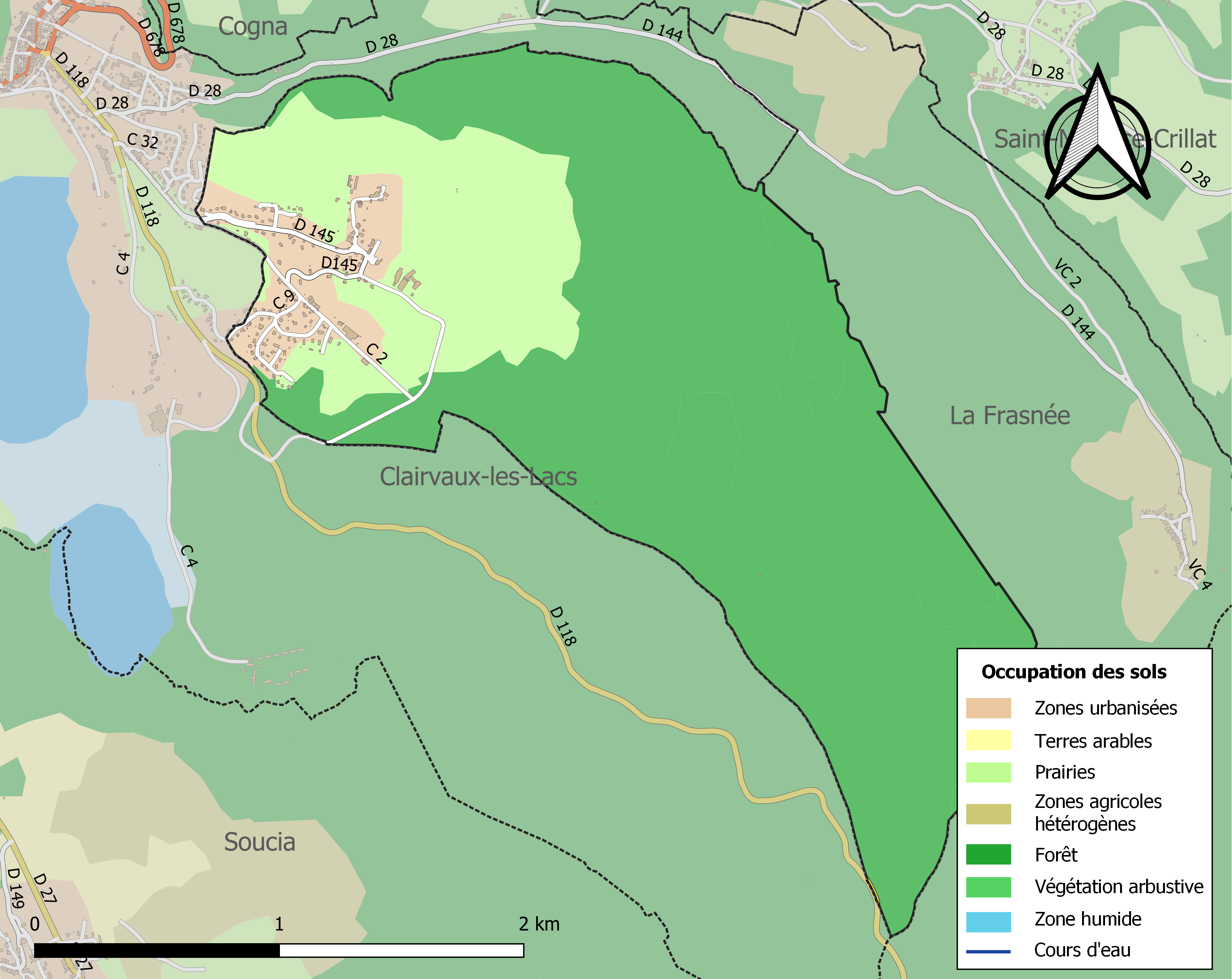
Carte des infrastructures et de l'occupation des sols de la commune en 2018 (CLC).

## Histoire
Hautecour était à l'époque gallo-romaine une dépendance de Clairvaux nommée Alta Curtis. Des monnaies romaines à l’effigie de Constantin y ont été découvertes.
Hautecour a commencé à être raccordée au réseau de distribution d'électricité en 1923.

## Politique et administration
| Période       | Période       | Identité              | Étiquette | Qualité                                                        |
| ------------- | ------------- | --------------------- | --------- | -------------------------------------------------------------- |
| mai 1900      | juin 1901     | Auguste Devaux        |           |                                                                |
| juin 1901     | novembre 1905 | Xavier Bois           |           |                                                                |
| novembre 1905 | mai 1908      | Alphonse Bailly       |           |                                                                |
| mai 1908      | décembre 1911 | Jules Benoit          |           |                                                                |
| décembre 1911 | mai 1925      | Émile Benoit          |           |                                                                |
| mai 1925      | 1971          | ?                     |           |                                                                |
| mars 1971     | mars 1989     | Jean-Pierre Deroubaix | PS        | Conseiller général du Canton de Clairvaux-les-Lacs (1973-1985) |
| mars 1989     | mars 2001     | Guy Regard            |           |                                                                |
| mars 2001     | mars 2008     | Pierre Ardiet         |           |                                                                |
| mars 2008     | 2020          | Claude Chamouton      | DVD       | Artisan retraité                                               |
| 2020          | En cours      | Gwenaël Colin         |           |                                                                |

## Démographie

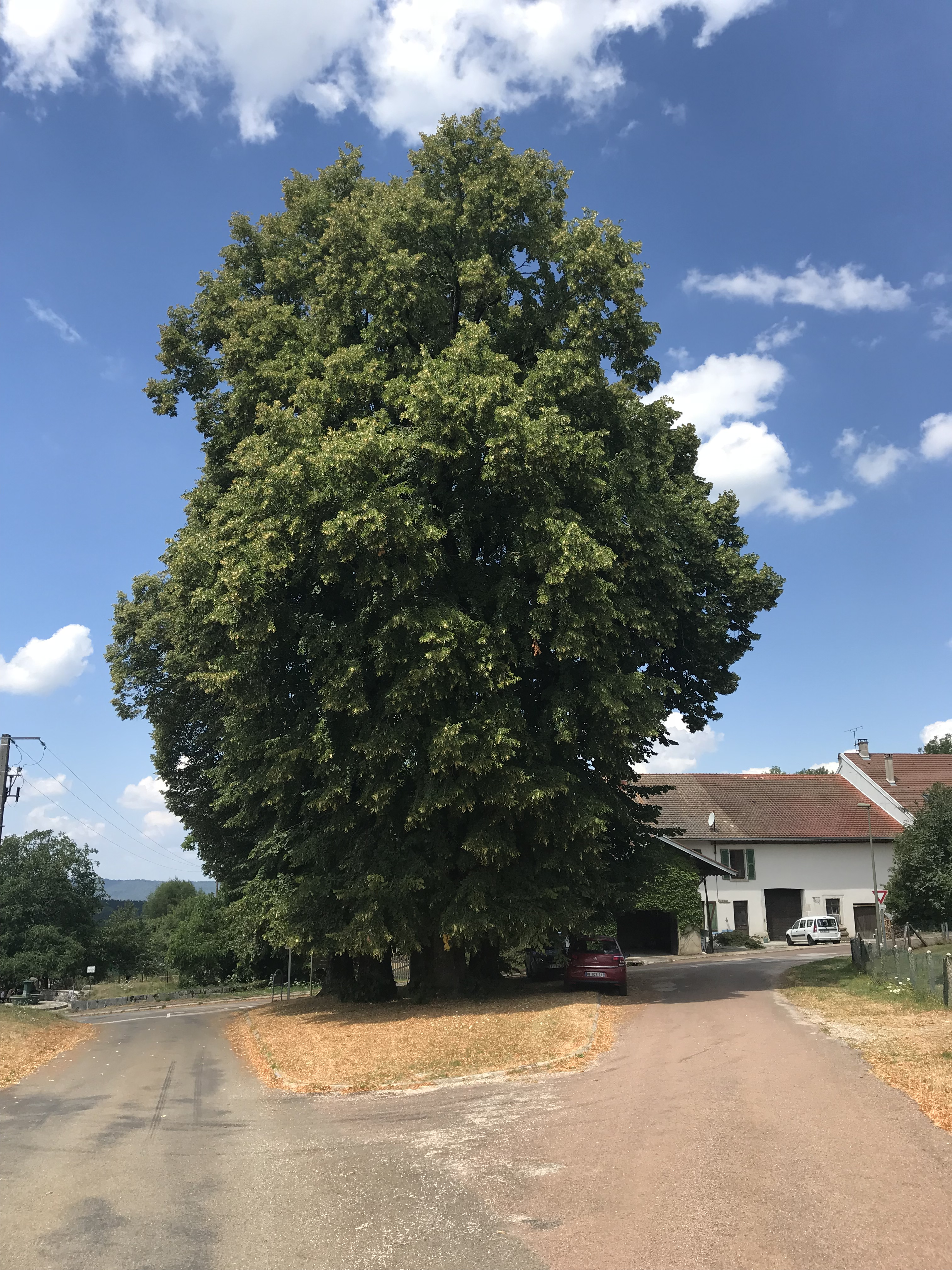
Une vue du village.

L'évolution du nombre d'habitants est connue à travers les recensements de la population effectués dans la commune depuis 1793. Pour les communes de moins de 10 000 habitants, une enquête de recensement portant sur toute la population est réalisée tous les cinq ans, les populations de référence des années intermédiaires étant quant à elles estimées par interpolation ou extrapolation. Pour la commune, le premier recensement exhaustif entrant dans le cadre du nouveau dispositif a été réalisé en 2007.

En 2022, la commune comptait 197 habitants, en évolution de +3,68 % par rapport à 2016 (Jura : −0,81 %, France hors Mayotte : +2,11 %).
| 1793 | 1800 | 1806 | 1821 | 1831 | 1836 | 1841 | 1846 | 1851 |
| ---- | ---- | ---- | ---- | ---- | ---- | ---- | ---- | ---- |
| 160  | 167  | 158  | 161  | 172  | 154  | 136  | 120  | 123  |

| 1856 | 1861 | 1866 | 1872 | 1876 | 1881 | 1886 | 1891 | 1896 |
| ---- | ---- | ---- | ---- | ---- | ---- | ---- | ---- | ---- |
| 120  | 130  | 109  | 113  | 94   | 99   | 82   | 99   | 91   |

| 1901 | 1906 | 1911 | 1921 | 1926 | 1931 | 1936 | 1946 | 1954 |
| ---- | ---- | ---- | ---- | ---- | ---- | ---- | ---- | ---- |
| 79   | 71   | 68   | 61   | 69   | 69   | 77   | 57   | 90   |

| 1962 | 1968 | 1975 | 1982 | 1990 | 1999 | 2006 | 2007 | 2012 |
| ---- | ---- | ---- | ---- | ---- | ---- | ---- | ---- | ---- |
| 59   | 54   | 106  | 160  | 153  | 180  | 167  | 165  | 191  |

| 2017 | 2022 | - | - | - | - | - | - | - |
| ---- | ---- | - | - | - | - | - | - | - |
| 191  | 197  | - | - | - | - | - | - | - |

## Économie
La vie économique consiste en de petites exploitations forestières, agricoles, de tournerie et d'élevage. Une usine de plasturgie du groupe Lucite-Mitsubishi, qui employait 21 salariés et produisait 2000 tonnes de PMMA par an, a fermé en mars 2016.

## Culture locale et patrimoine

### Lieux et monuments
Hautecour est une des communes du Jura à ne pas avoir d'église ni de chapelle sur son territoire. Cela peut expliquer que le conseil municipal ait subventionné à plusieurs reprises (1913, 1922, 1924...) des travaux de réparation de la toiture de l'église de Clairvaux.

#### Voies de la commune
| 18 odonymes recensés à Hautecour au 11 novembre 2013 | 18 odonymes recensés à Hautecour au 11 novembre 2013 | 18 odonymes recensés à Hautecour au 11 novembre 2013 | 18 odonymes recensés à Hautecour au 11 novembre 2013 | 18 odonymes recensés à Hautecour au 11 novembre 2013 | 18 odonymes recensés à Hautecour au 11 novembre 2013 | 18 odonymes recensés à Hautecour au 11 novembre 2013 | 18 odonymes recensés à Hautecour au 11 novembre 2013 | 18 odonymes recensés à Hautecour au 11 novembre 2013 | 18 odonymes recensés à Hautecour au 11 novembre 2013 | 18 odonymes recensés à Hautecour au 11 novembre 2013 | 18 odonymes recensés à Hautecour au 11 novembre 2013 | 18 odonymes recensés à Hautecour au 11 novembre 2013 | 18 odonymes recensés à Hautecour au 11 novembre 2013 | 18 odonymes recensés à Hautecour au 11 novembre 2013 | 18 odonymes recensés à Hautecour au 11 novembre 2013 |
| Allée                                                | Avenue                                               | Bld                                                  | Chemin                                               | Cours                                                | Impasse                                              | Montée                                               | Passage                                              | Place                                                | Quai                                                 | Rd-point                                             | Route                                                | Rue                                                  | Ruelle                                               | Autres                                               | Total                                                |
| ---------------------------------------------------- | ---------------------------------------------------- | ---------------------------------------------------- | ---------------------------------------------------- | ---------------------------------------------------- | ---------------------------------------------------- | ---------------------------------------------------- | ---------------------------------------------------- | ---------------------------------------------------- | ---------------------------------------------------- | ---------------------------------------------------- | ---------------------------------------------------- | ---------------------------------------------------- | ---------------------------------------------------- | ---------------------------------------------------- | ---------------------------------------------------- |
| 0                                                    | 0                                                    | 0                                                    | 3                                                    | 0                                                    | 2                                                    | 2                                                    | 0                                                    | 1                                                    | 0                                                    | 0                                                    | 2                                                    | 6                                                    | 0                                                    | 2                                                    | 18                                                   |
| Notes « N »                                          | Notes « N »                                          | Notes « N »                                          | 1. 2. 3. Néant                                       | 1. 2. 3. Néant                                       | 1. 2. 3. Néant                                       | 1. 2. 3. Néant                                       | 1. 2. 3. Néant                                       | 1. 2. 3. Néant                                       | 1. 2. 3. Néant                                       | 1. 2. 3. Néant                                       | 1. 2. 3. Néant                                       | 1. 2. 3. Néant                                       | 1. 2. 3. Néant                                       | 1. 2. 3. Néant                                       | 1. 2. 3. Néant                                       |
| Source : rue-ville.info                              |                                                      |                                                      |                                                      |                                                      |                                                      |                                                      |                                                      |                                                      |                                                      |                                                      |                                                      |                                                      |                                                      |                                                      |                                                      |

### Cartes
1. ↑  IGN, « Évolution comparée de l'occupation des sols de la commune sur cartes anciennes », sur remonterletemps.ign.fr (consulté le 15 juillet 2023).